# 文字禍
『文字禍』（もじか）は、中島敦の短編小説（掌編小説）。1942年（昭和17年）に発表された中島のデビュー作の一つである。アッシリアの碩学ナブ・アヘ・エリバ博士が、「文字の精霊」が人間に及ぼす災いについて研究するうち分析的思考や文字そのものへの否定にまで陥り、アッシュールバニパル王に進言するものの認められず、最後には「文字共の凄まじい呪の声」とともに落ちかかってきた書物（粘土板）の下敷きとなり圧死してしまうという物語である。
初出時は、他1篇「山月記」と共に「古譚」の題名で総括され、深田久弥の推薦により『文學界』1942年2月号に掲載された。同年7月に筑摩書房から刊行された単行本『光と風と夢』に収録された際には、「山月記」「狐憑」「木乃伊」と合わせた連作「古譚」として収録された。

## おもな収録書籍

### 中島敦の作品集
- 第一創作集『光と風と夢』（筑摩書房、1942年7月、NDLJP:1134654）
  - 収録作品：古譚：「狐憑」「木乃伊」「山月記」「文字禍」「斗南先生」「虎狩」「光と風と夢」
- 『山月記・李陵 他九篇』（岩波文庫、1994年7月）
  - 解説：氷上英廣。註：飯倉照平。初出一覧
  - 収録作品：「李陵」「弟子」「名人伝」「山月記」「文字禍」「悟浄出世」「悟浄歎異」「環礁―ミクロネシヤ巡島記抄―」「牛人」「狼疾記」「斗南先生」
- 『斗南先生・南島譚』（講談社文芸文庫、1997年3月）
  - 解説：勝又浩。作家案内：木村一信。著書目録：鷺只雄
  - 収録作品：「斗南先生」「過去帳」「古譚」「南島譚」「環礁―ミクロネシヤ巡島記抄―」

### アンソロジー収録
- 『文豪ナンセンス小説選』（河出文庫、1987年7月）
  - 収録作品：泉鏡花「雨ばけ」、夏目漱石「夢十夜：第二夜」、内田百閒「北溟・虎」、芥川龍之介「煙草と悪魔」、稲垣足穂「星を売る店」、森鷗外「寒山拾得」、横光利一「頭ならびに腹」、夢野久作「霊感」、萩原朔太郎「死なない蛸」、宇野浩二「化物」、梶井基次郎「愛撫」、久生十蘭「謝肉祭の支那服：地中海避寒地の巻」、坂口安吾「風博士」、牧野信一「ゼーロン」、石川淳「知られざる季節」、中島敦「文字禍」